# Protea laetans
Protea laetans (лат.) — небольшое дерево, вид рода Протея (Protea) семейства Протейные (Proteaceae), эндемик Мпумаланги в Южной Африки, где встречается в каньоне реки Блайд. Небольшое дерево с сизо-зелёной листвой и тёмно-карминовыми цветочными головками.

## Ботаническое описание
Protea laetans — стройное прямостоячее малоразветвлённое дерево, от 2 до 5 м высотой с подземным подвоем. Дерево может иметь один ствол или до 6 стеблей на уровне земли. Кора серая, но чернеет и с возрастом и становится трещиноватой. Листья длинные и узкие, иногда серповидные, длиной 100—200 мм и шириной 15-35 мм, кожистые, гладкие, сизые (покрытые сине-серым налётом) с жёлтым краем и сужающиеся к основанию. Листья собраны в группы на концах ветвей при росте текущего и предыдущего года, а нижние ветви лишены листьев. Соцветия — эффектные тёмно-карминовые цветочные головки. Перед тем, как раскрыться, цветочные головки имеют серебристую опушённую внешнюю поверхность обволакивающих прицветников, а желтовато-коричневые кончики цветов торчат на вершине. Цветочные головки открываются в неглубокую чашеобразную форму и обнажают блестящие карминовые внутренние поверхности прицветников. Цветочные головки чашевидные, диаметром до 100 мм и длиной 10-25 мм. Каждый цветок тоже карминный, но кончик околоцветника покрыт желтовато-коричневыми шелковистыми волосками. В бутоне цветки образуют золотисто-коричневую опушённую массу в центре цветочной головки. Цветёт осенью-зимой-весной (с марта по сентябрь), но в основном осенью (апрель и май).

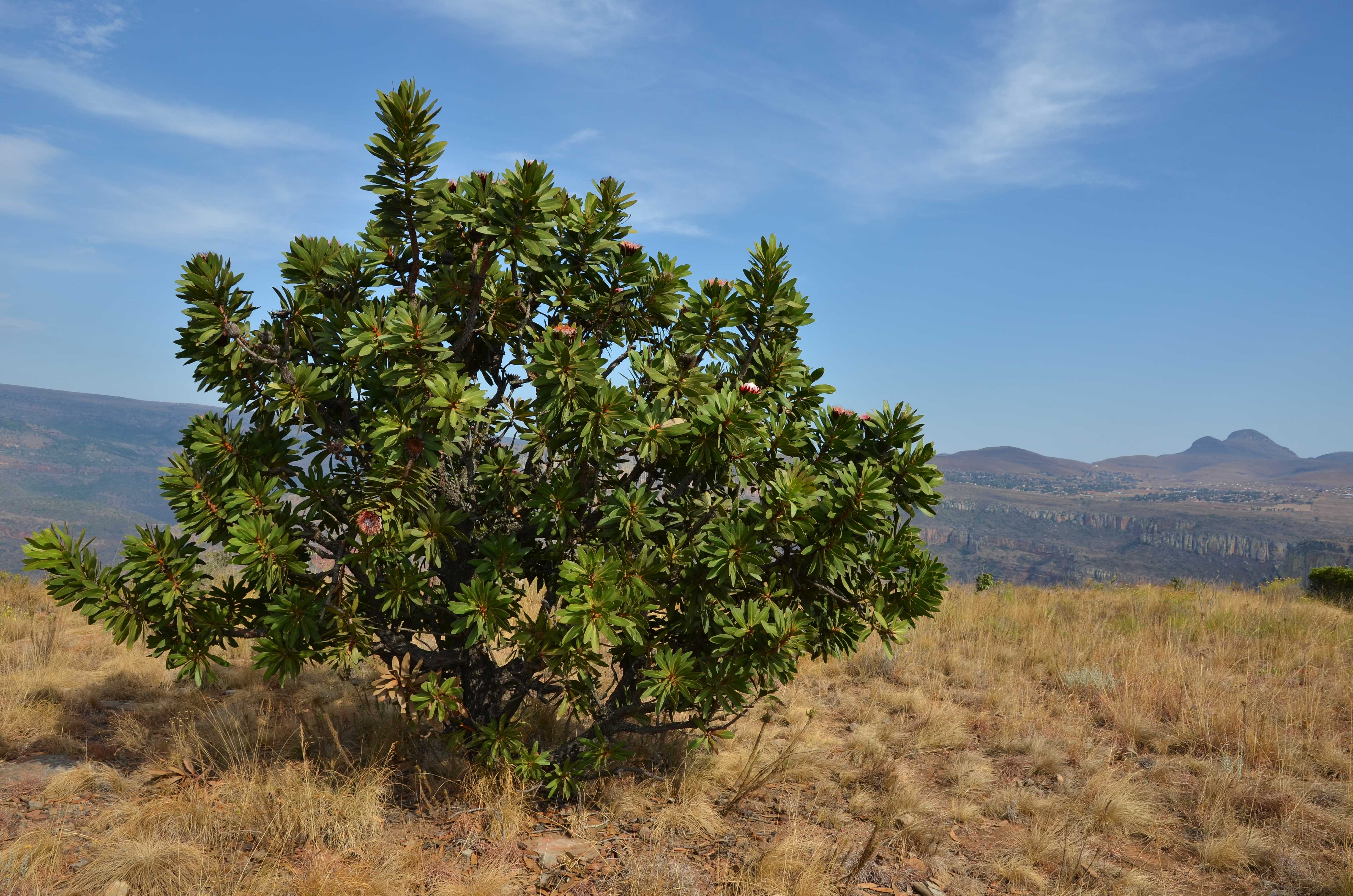
Общий вид дерева
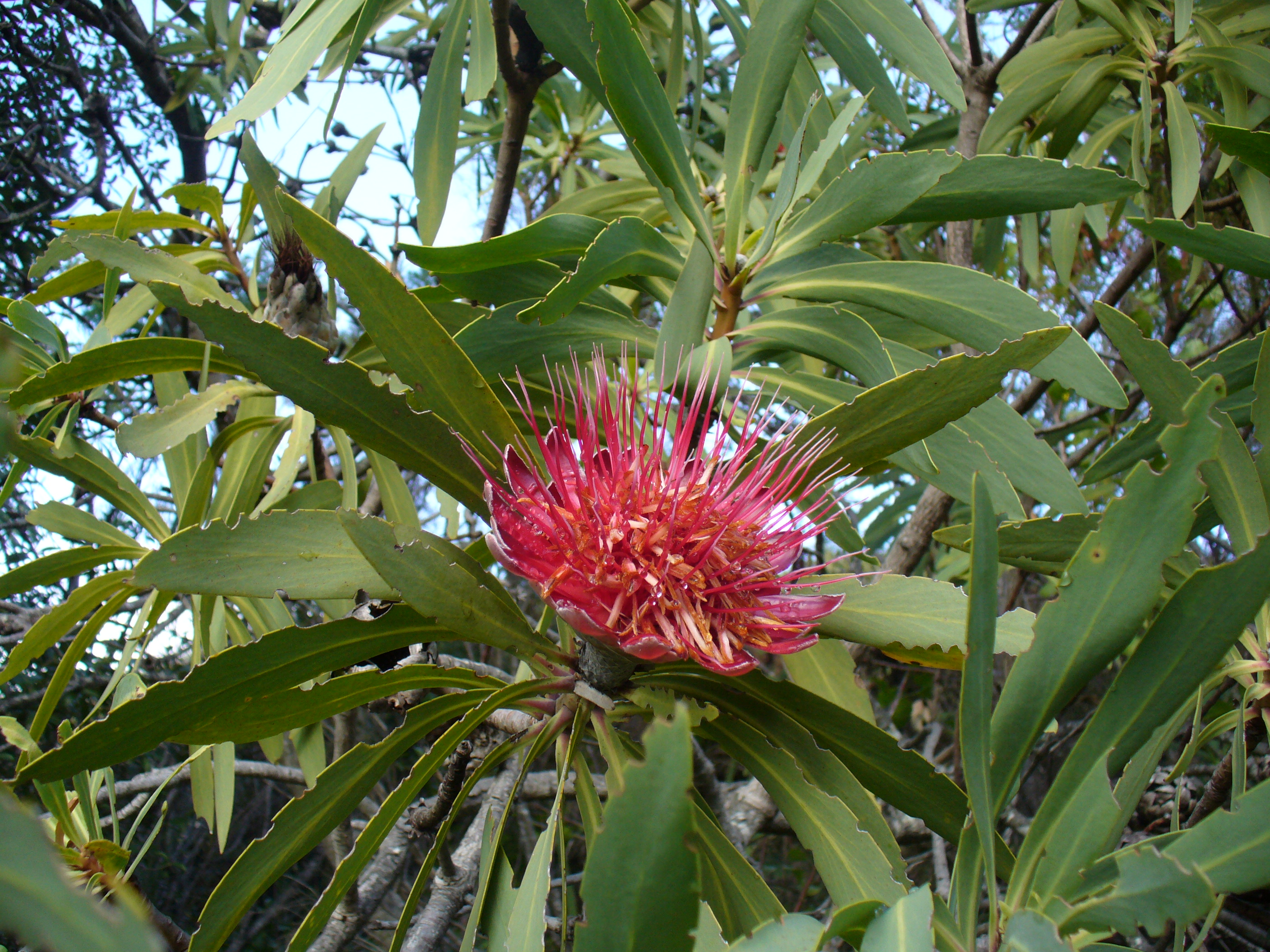
Листья и соцветие
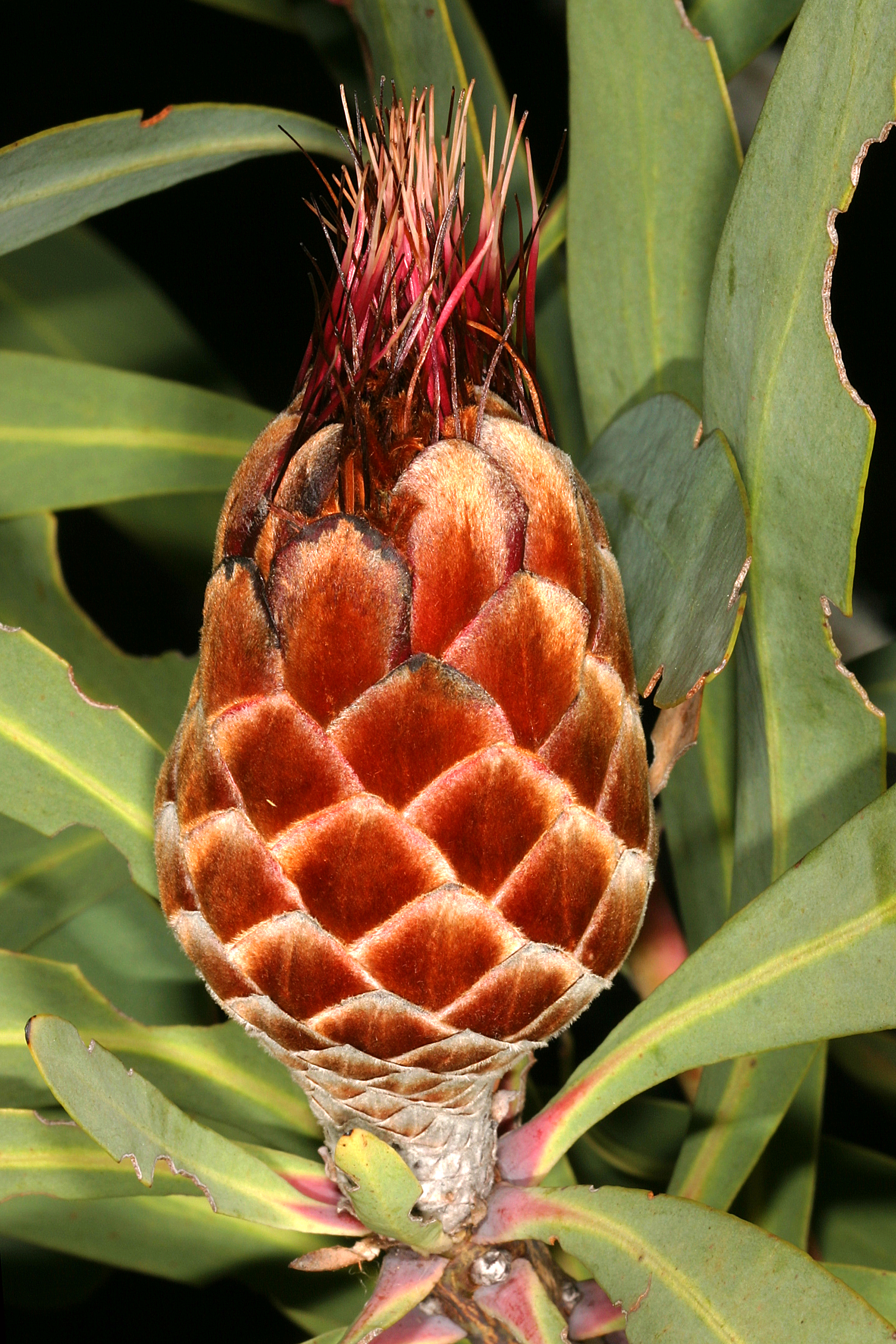
Бутон
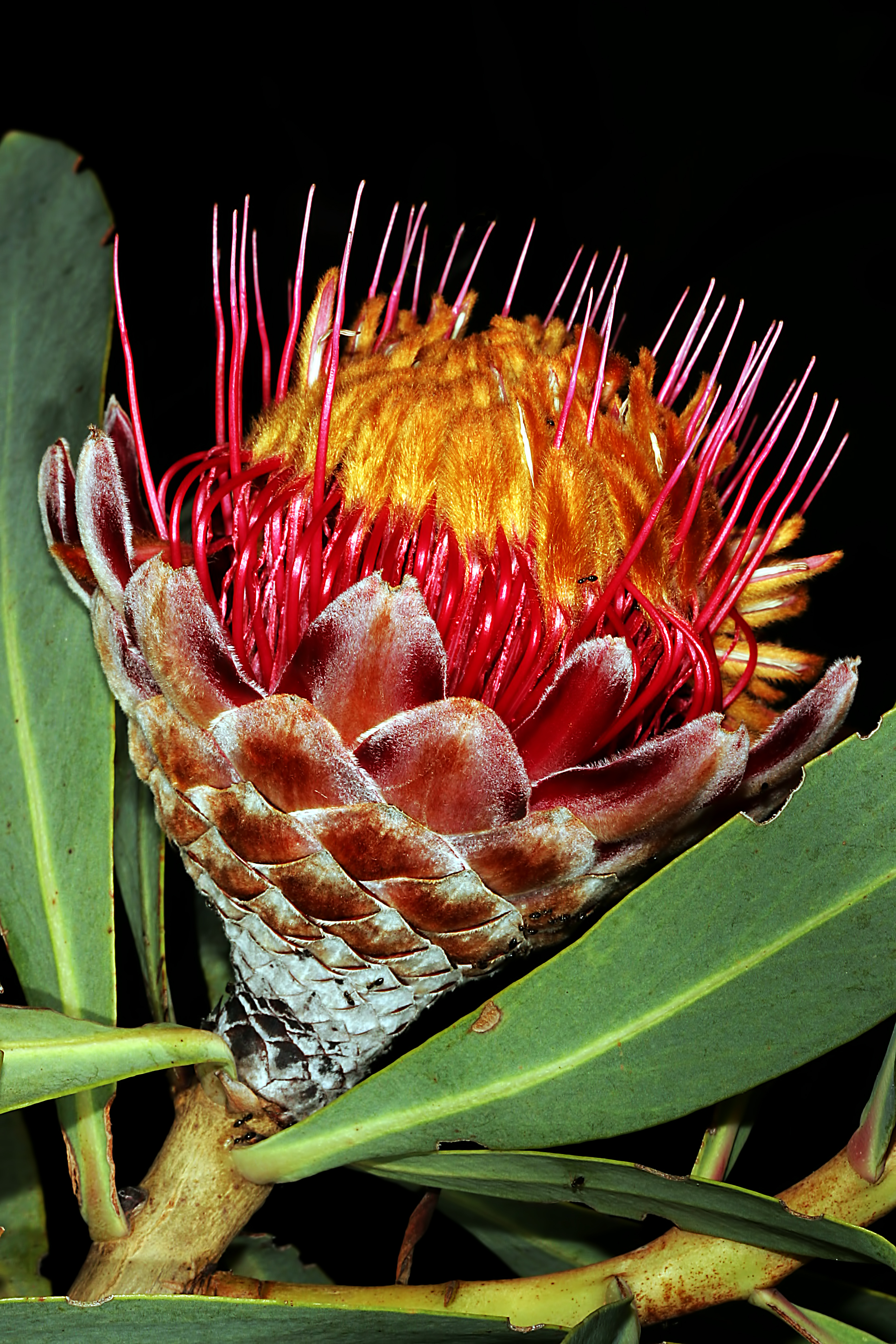
Соцветие

## Таксономия
Вид Protea laetans был открыт в 1970 году и назван в 1975 году. Он был обнаружен Л. Дэвидсон, служившей в Моховом гербарии Витватерсрандского университета. Она обнаружила группу деревьев, растущую недалеко от курорта Блайд-Ривер, описала как новым вид. Этот вид выращивают в ботаническом саду Кирстенбош с 1975 года. Ранее Protea laetans считался подвидом Protea gaguedi, но в настоящее время считается, что они являются отдельными видами; они встречаются вместе без скрещивания, и у P.gaguedi густоопушённые молодые стебли и серебристо-белые цветочные головки по сравнению с гладкими стеблями и малиновыми цветочными головками P. laetans.

## Распространение и местообитание
Protea laetans — эндемик Южной Африки. Ареал вида находится в предгорьях Драконовых гор в Мпумаланге, от Могологоло до Бурке-Лак в каньоне реки Блайд. Произрастает на кварцитовых почвах на высоте от 1 000 до 1 400 м над уровнем моря. Встречается на пастбищах и открытых бушвельдах и образуют невысокий редкий лесной массив с травянистым подлеском или растут вместе с Faurea galpinii и Englerophytum magalismontanum на каменистых склонах..

## Охранный статус
Вид классифицируется как уязвимый. Этот вид встречается на небольшой территории (площадь ареала составляет всего 101 км²) и состоит из пяти-девяти субпопуляций по несколько тысяч растений, причём растения разбросаны в южной части ареала. Популяция вида сокращается, потому что он теряет среду обитания в пользу курортов, которые строятся в этом районе. Также ему угрожают слишком редкие пожары, где естественный цикл лесных пожаров не поддерживается руководством курорта, в результате растения становятся слишком старыми, теряют силу и могут быть задушены другими растениями, что снижает количество новых саженцев. Кроме этого, растения вырубаются и используются на дрова.